# Odontoschisma brasiliense
Odontoschisma brasiliense là một loài rêu trong họ Cephaloziaceae. Loài này được Stephani mô tả khoa học đầu tiên năm 1908.